# Carolin Bachmann
Carolin Bachmann (ur. 3 września 1988 w Freibergu) - polityk niemiecka, od 2021 roku jest posłanką do Bundestagu z ramienia parti AfD.